# Charlotte Elise Puyroche-Wagner
Charlotte Elise Puyroche, née Wagner le 31 mars 1828 à Dresde et morte le 4 mars 1895 dans le 6e arrondissement de Lyon, est une artiste-peintre française.

## Biographie
Elle étudie la peinture sous différents maîtres dans sa ville natale et expose ses ouvrages pour la première fois à 17 ans. Plusieurs ont été achetés par le cabinet du roi de Saxe et plus tard pour le Musée de Dresde.
En 1849 elle poursuit sa formation artistique à Lyon sous la direction de Simon Saint-Jean et de Grosclaude. En 1851, ayant envoyé à Dresde deux de ses tableaux (Fruits et Guirlande déchirée), elle est nommée membre honoraire de l'Académie des Beaux-Arts de Dresde, première femme à cette fonction. Elle épouse le pasteur Alexandre Parrot de Puyroche, devenu président du consistoire de l'église réformée de Lyon en 1895. Elle expose à Paris à partir de 1848 et à Lyon à partir de 1849, principalement des tableaux de fleurs et de fruits.